# Oreochromis

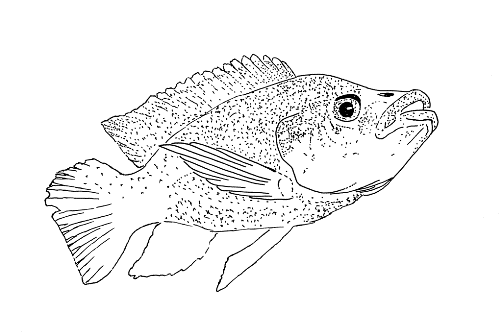
Mascle dOreochromis mossambicus

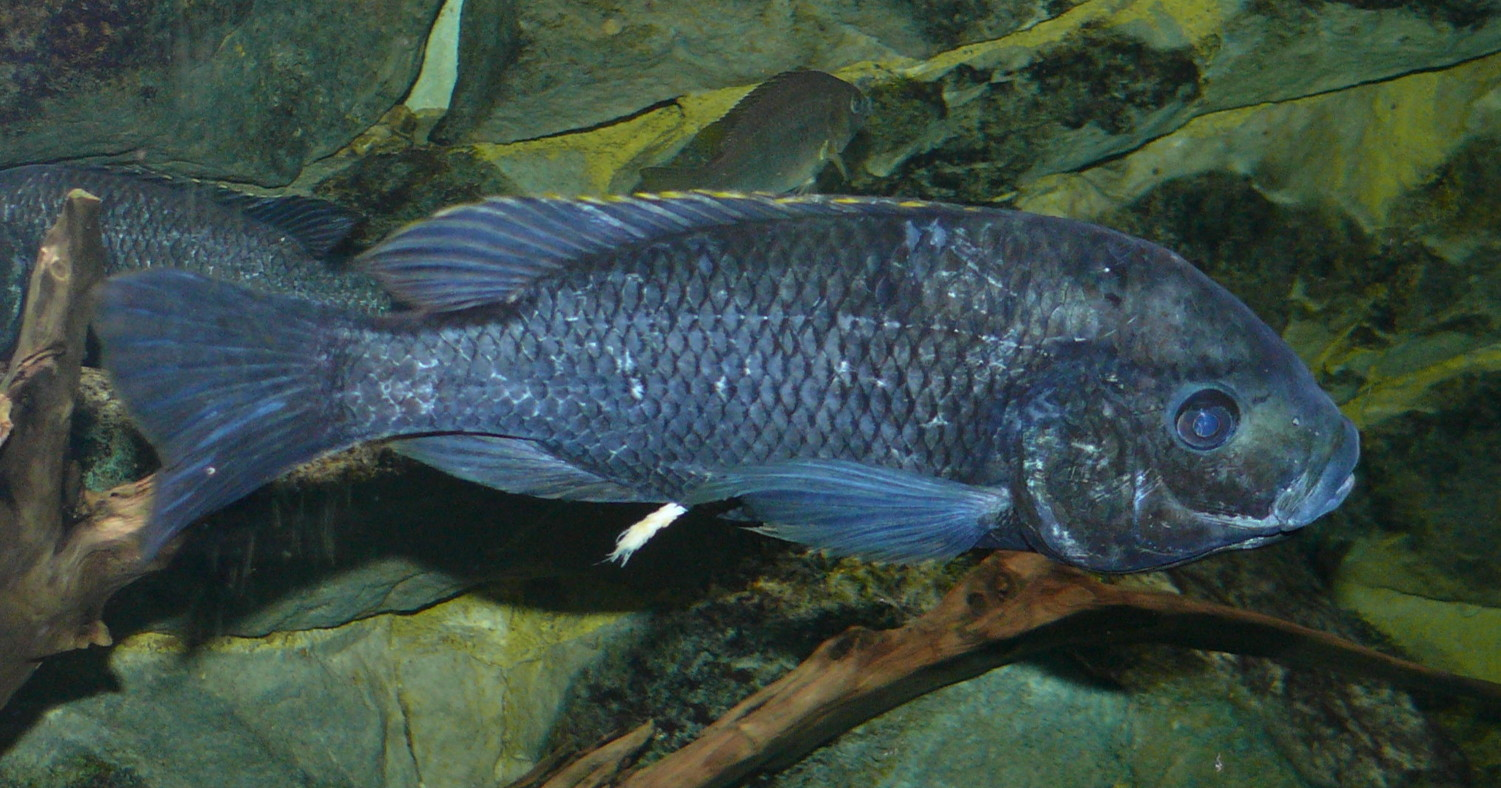
Oreochromis squamipinnis

Oreochromis és un gènere de peixos de la família dels cíclids i de l'ordre dels perciformes.

## Distribució geogràfica
És originari d'Àfrica i de l'Orient Mitjà.

## Taxonomia
- Oreochromis amphimelas
- Oreochromis andersonii
- Oreochromis angolensis
- Oreochromis aureus
- Oreochromis chungruruensis
- Oreochromis esculentus
- Oreochromis hunteri[2]
- Oreochromis ismailiaensis[3]
- Oreochromis jipe
- Oreochromis karomo
- Oreochromis karongae
- Oreochromis korogwe
- Oreochromis lepidurus
- Oreochromis leucostictus
- Oreochromis lidole
- Oreochromis macrochir
- Oreochromis malagarasi
- Oreochromis mortimeri
- Oreochromis mossambicus
- Oreochromis mweruensis[4]
- Oreochromis niloticus - Tilàpia del Nil[5][6]
  - Oreochromis niloticus baringoensis
  - Oreochromis niloticus cancellatus
  - Oreochromis niloticus eduardianus
  - Oreochromis niloticus filoa
  - Oreochromis niloticus niloticus
  - Oreochromis niloticus sugutae
  - Oreochromis niloticus tana
  - Oreochromis niloticus vulcani
- Oreochromis pangani
  - Oreochromis pangani girigan
  - Oreochromis pangani pangani
- Oreochromis placidus
  - Oreochromis placidus placidus
  - Oreochromis placidus ruvumae
- Oreochromis rukwaensis
- Oreochromis saka
- Oreochromis salinicola
- Oreochromis schwebischi
- Oreochromis shiranus
  - Oreochromis shiranus chilwae
  - Oreochromis shiranus shiranus
- Oreochromis spilurus
  - Oreochromis spilurus niger
  - Oreochromis spilurus percivali
  - Oreochromis spilurus spilurus
- Oreochromis squamipinnis
- Oreochromis tanganicae
- Oreochromis upembae
- Oreochromis urolepis (tilàpia de cua escatosa)
  - Oreochromis urolepis hornorum
  - Oreochromis urolepis urolepis
- Oreochromis variabilis[7][8][9][10][11][12][13][14][15][16][17]